# Opération Deep Cut
L'opération Deep Cut fut un raid mené par des commandos britanniques pendant la Seconde Guerre mondiale. Elle fut réalisée par la section n°1 du commando n°1 de la 5e troupe à Saint-Vaast-la-Hougue à l'est de Cherbourg en septembre 1941.
La 5e troupe fut divisée en deux sections, la section n°1 commandée par le lieutenant Scaramanga débarqua comme prévu dans la baie de Saint Vaast où elle rencontra une patrouille à vélo allemande sur laquelle elle tira. Cependant, les Allemands parvinrent à riposter et blessèrent deux hommes,.